# 逆光 (石川智晶の曲)
「逆光」（ぎゃっこう）は、石川智晶の7作目（通算8作目）のシングル。2010年8月4日にflying DOGから発売された（販売元はビクターエンタテインメント）。

## 概要
前年に発表された3枚目のアルバム『誰も教えてくれなかったこと』から約10ヶ月ぶり、シングルとしては前作「First Pain」から約1年ぶりの新作。
2010年7月29日に発売されたWiiおよびプレイステーション3用ゲームソフト『戦国BASARA3』エンディングテーマとなったタイトル曲「逆光」ほか、『戦国BASARA』関連作品に提供した楽曲を3曲収録している。ジャケットは、『戦国BASARA』シリーズの世界をイメージした純和風のデザインになっている。
タイトル曲「逆光」は、ゲームソフト『戦国BASARA3』のために書き下ろされた楽曲。事前に制作プロデューサーより渡されたシナリオと映像の一部を参考に書き上げられた。PVにはストーリー仕立てとなっており、小林涼子とErinaが出演している。なお、Erinaは「美しければそれでいい」に続き、石川のPV作品には2度目の出演となる。
ちなみにイントロ部分や間奏の呪文らしき言葉は、石川曰く般若心経の経典の一部をアレンジしたものとされており、後にライブやセルフカバーで披露されるものには、さらに経典が随所に使われている。
カップリング曲は、テレビアニメ『戦国BASARA弐』の第3話挿入歌に起用された新曲「涙腺」を本作で初収録。また、テレビアニメ『戦国BASARA』の挿入歌で、アルバム『誰も教えてくれなかったこと』に収録された「落涙」のリアレンジバージョンも収録されている。
2015年にリリースされた4thオリジナルアルバム『物語の最初と最後はいらない』にて、本シングルの3曲が2015年バージョンとしてアレンジされ、セルフカバーされた。

## 収録曲
1. 逆光 [5:43]
作詞・作曲：石川智晶、編曲：西田マサラ
CAPCOMWii・プレイステーション3用ゲームソフト『戦国BASARA3』エンディングテーマ
2. 涙腺 [5:59]
作詞・作曲：石川智晶、編曲：西田マサラ
MBS・TBS系アニメ『戦国BASARA弐』第3話挿入歌
3. 落涙 〜2010 NewYork Trad-Mix [5:47]
作詞・作曲：石川智晶、編曲：西田マサラ
4. 逆光（without vocal）
5. 涙腺  （without vocal）